# Pico de gallo
Pico de gallo (literalment, en català "bec de gall") és el nom que reben a la cuina mexicana un tipus de salses regionals que sempre inclouen fruita i verdura fresca tallades en quadradets. També se l'anomena salsa mexicana o salsa bandera. El pico de gallo normalment no és un plat, sinó una salsa que serveix per acompanyar altres plats, com el guacamole, els molletes, una amanida, el turmes, etc.
Els picos de gallo són un acompanyament habitual de molts plats mexicans. La varietat més comuna d'aquesta salsa, una barreja de tomàquet, ceba i bitxo verd, té ingredients els colors dels quals corresponen als colors de la bandera de Mèxic.

## Varietats
- Pico de gallo salat: aquesta és la varietat més habitual, i que inclou tomàquet vermell, ceba i bitxo verd; també pot incloure coriandre, alvocat i llima.
- Pico de gallo dolç: que inclou fruites, com taronja, meló, síndria, etc.
- A la Península de Yucatán aquesta salsa s'anomena x'nipek (en català, "nas de gos") i de vegades se li agrega xile habanero i taronja agra.
- A Xile hi ha una preparació molt similar, anomenada pebre.
- A l'Argentina, hi ha la salsa criolla, d'ús i ingredients similars: tomàquets, ceba i ají verd dolç.